# Liste der diplomatischen Vertretungen in São Tomé und Príncipe

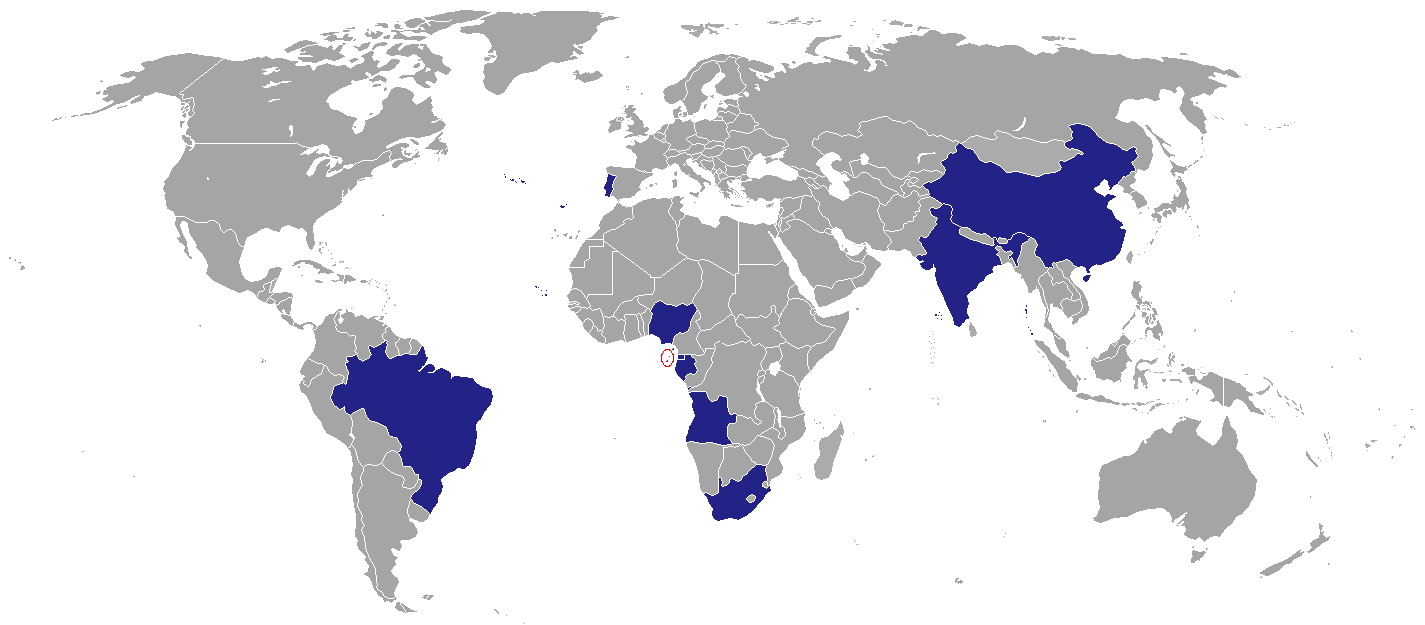
Staaten mit einer Botschaft in São Tomé und Príncipe

Die Liste der diplomatischen Vertretungen in São Tomé und Príncipe führt Botschaften und Konsulate auf, die im afrikanischen Inselstaat São Tomé und Príncipe eingerichtet sind.
Im April 2017 waren Vertreter aus 18 Ländern in São Tomé und Príncipe vor Ort akkreditiert, davon 10 vollwertige Botschaften.
Die Europäische Union unterhält gute Kontakte zur ehemaligen Portugiesischen Kolonie São Tomé und Príncipe. Sie hat dort jedoch kein eigenes Büro eingerichtet, sondern betreut das Land von seiner Vertretung in Gabun aus.

## Diplomatische Vertretungen

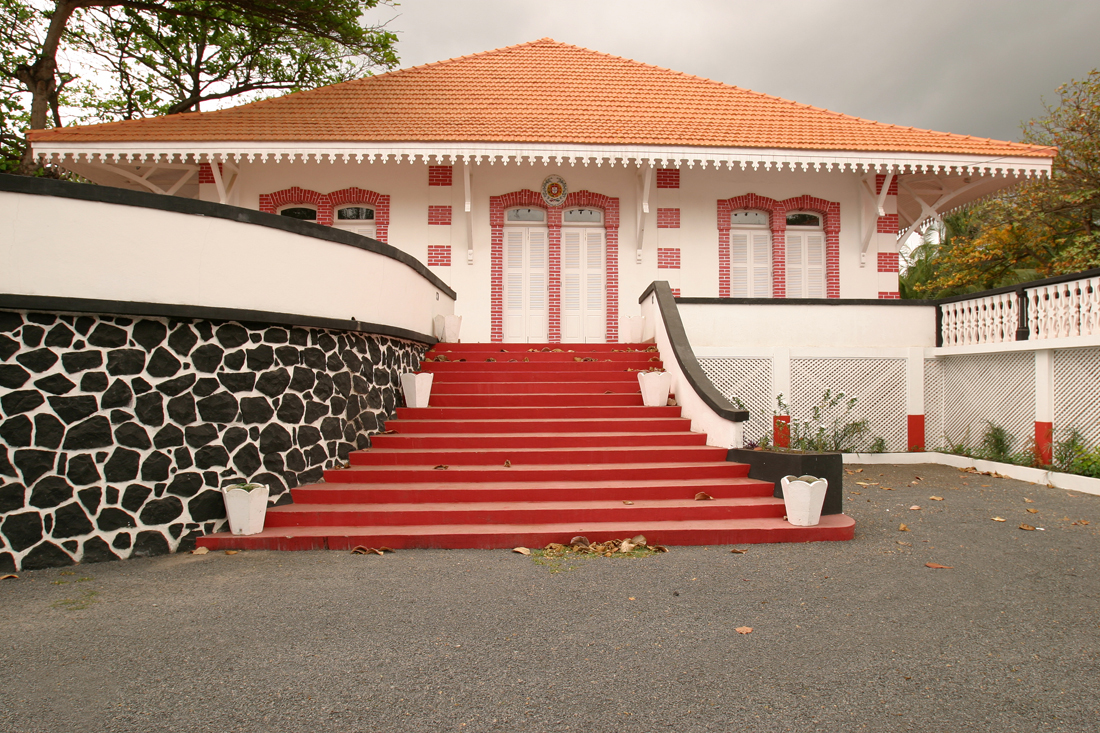
Portugiesische Botschaft in São Tomé

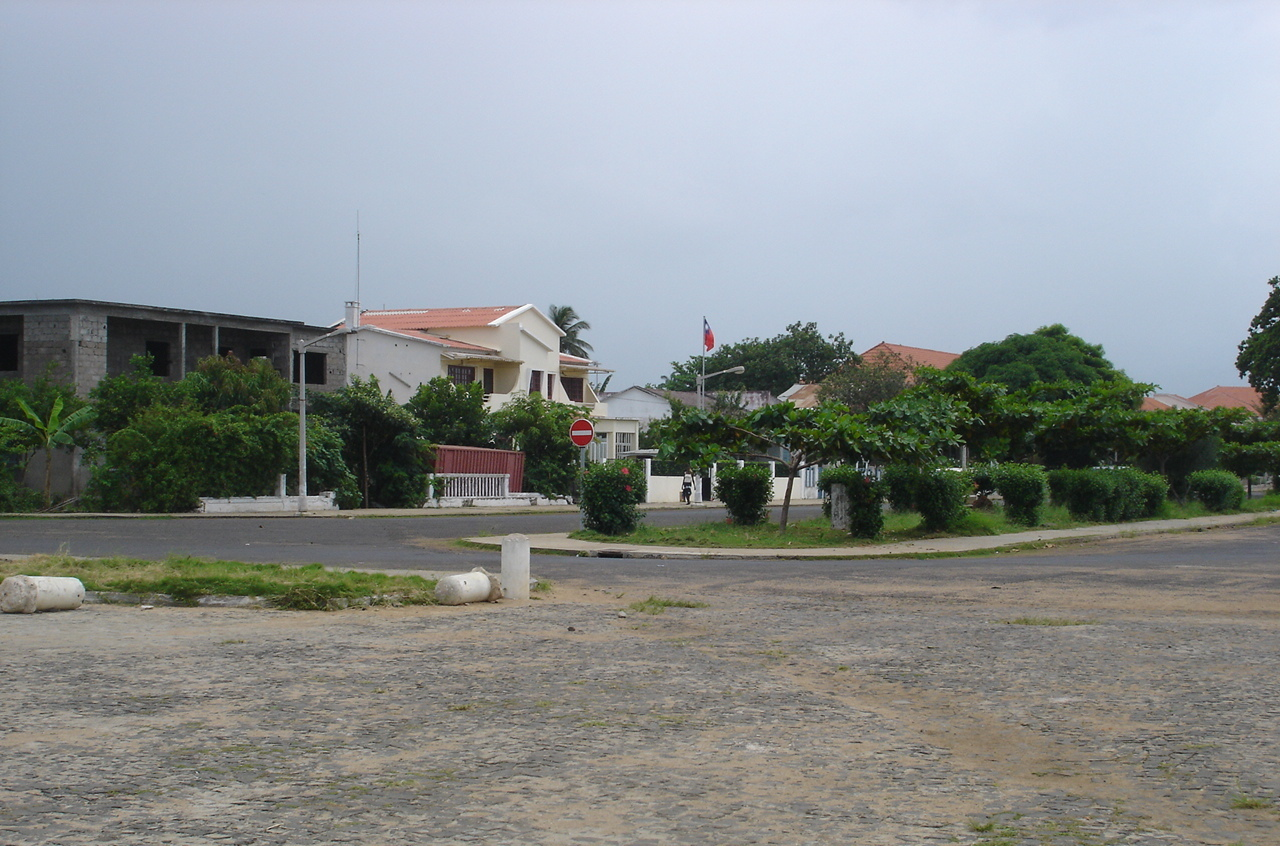
Botschaft Taiwans in São Tomé, mit dem Ende der diplomatischen Beziehungen 2016 aufgelöst

Botschaften in der Hauptstadt São Tomé:
- Äquatorialguinea: Botschaft
- Angola: Botschaft
- Brasilien: Botschaft
- Volksrepublik China: Botschaft
- Frankreich: Repräsentanzbüro der Botschaft
- Gabun: Botschaft
- Kongo, Republik: Botschaft
- Malteserorden: Botschaft
- Nigeria: Botschaft
- Portugal: Botschaft
- Südafrika: Botschaft

## Konsularische Vertretungen
Konsulate und Honorarkonsulate in der Hauptstadt São Tomé:
- Deutschland: Honorarkonsulat
- Italien: Honorarkonsulat
- Kap Verde: Konsulat
- Niederlande: Honorarkonsulat
- Schweiz: Honorarkonsulat
- Spanien: Honorarkonsulat
- Vereinigtes Königreich: Honorarkonsulat